# Sar Yazd
Sar Yazd (persiska: سر يزد, ناظر آباد) är en ort i Iran.   Den ligger i provinsen Yazd, i den centrala delen av landet, 500 km sydost om huvudstaden Teheran. Sar Yazd ligger 1 403 meter över havet och antalet invånare är 421.
Terrängen runt Sar Yazd är huvudsakligen platt, men åt nordväst är den kuperad.Runt Sar Yazd är det glesbefolkat, med 8 invånare per kvadratkilometer. Närmaste större samhälle är Mehriz, 8,1 km väster om Sar Yazd. Trakten runt Sar Yazd är ofruktbar med lite eller ingen växtlighet.